# Alfredo Marcuño
Alfredo Marcuño Martínez (ur. 9 lutego 1961 w Vigo)) – hiszpański zapaśnik walczący w stylu wolnym i sambista. Olimpijczyk z Seulu 1988, gdzie zajął piętnaste miejsce w wadze minimuszej. 
Zajął jedenaste miejsce na mistrzostwach świata w 1983. Ósmy na mistrzostwach Europy w 1988. Szósty na igrzyskach śródziemnomorskich w 1983 roku.

## Letnie Igrzyska Olimpijskie 1988
| Konkurencja      | Rundy eliminacyjne | Rundy eliminacyjne          | Klas. końcowa |
| Konkurencja      | Przeciwnik I       | Przeciwnik II               | Miejsce       |
| ---------------- | ------------------ | --------------------------- | ------------- |
| 48 kg styl wolny | Tim Vanni (USA) P  | Mohamed El-Messouti (SYR) P | 15.           |